# Pompeji
Pompeji (staves undertiden Pompei eller Pompeii) er en ødelagt og delvis begravet, større romersk by nær Napoli og Caserta i den italienske Campania-region i det område, som hører ind under vore dages Pompei-kommune.  Byens navn var afledet af det oskiske ord pompe (= fem), ligesom drengenavnet Pompeius, der også var oskisk af oprindelse. 
Sammen med byen Herculaneum blev Pompeji ødelagt og fuldstændigt begravet under et langvarigt og katastrofalt udbrud af vulkanen Vesuv, som begyndte ved middagstid en dag i 79 e.Kr og strakte sig over to dage.
På tidspunktet for byens ødelæggelse vurderes det at der byen havde mellem 10 og 20.000 indbyggere. Der er fundet omkring 2.000 døde i Pompeji efter vulkanudbruddet.

## Historie
Byen lå på et lag af lava fra et af Vesuvs forhistoriske udbrud, måske det, der fandt sted omkring 1800 f.Kr. Her var bebyggelse senest 900 f.Kr, og oskernes og samnitternes bymure blev rejst omkring 600 f.Kr. Den gamle vej langs murene markerer byens pomerium, den hellige bygrænse. Døde måtte ikke begraves inden for bymuren. Pompeji opstod som havne- og handelsby ved floden Sarno. Efter vulkanudbruddet, der begravede byen, ændrede floden sit løb.  En af de ældste bygninger – et dorisk tempel viet til Herkules – stammer antagelig fra det 6. århundrede f.Kr. De ældste beboere var af oskisk afstamning. I år 420 f.Kr. blev byen erobret af krigeriske samnitter fra bjergene mod øst. Erobringen viste sig med tiden af gavne byens handel, og efterhånden blev den en ganske betydelig handelsby. Under samnitterkrigene (342-290 f.Kr.) kom Pompeji formelt under Roms herredømme, men beholdt reelt sit selvstyre. En senere indblanding i Forbundsfælleskrigene i begyndelsen af 1. århundrede førte til at den i 89 f.Kr. blev belejret af Sulla, og måtte acceptere en romersk garnison i byen. En såkaldt veterankoloni under ledelse af P. Sulla – en nevø til diktatoren – blev anlagt under navnet Colonia Veneria Cornelia Pompeianorum. Veneria viser til, at Pompeji var gudinden Venus' by. Fra da af blev byen en almindelig romersk provinsby. Indbyggerne var gennemgående velhavende. Her er omkring 500 atriumhuse for velstående, mod cirka 600 toetages småhuse for de fattige. Pompeji var en tætbefolket by, hvad der gjorde ødelæggelserne så meget desto værre under det voldsomme jordskælv i år 62 e.Kr.  De fattige, der boede kummerligt, uden bad og køkken, måtte ty til floden eller fontænerne, når de skulle vaske sig, og måtte spise på knejper. De mange bagerier viser, at en stor del af befolkningen ikke kunne lave mad hjemme. Den nye akvædukt fra Serino muliggjorde dog tre offentlige bade, hvad der tyder på en stærk overklasse.  Pompeji havde omkring 20.000 indbyggere, da Vesuv gik i udbrud.
Handel med vin, frugt og grøntsager fra den omkringliggende slette var de primære handelsvarer. På grund af områdets skønhed og det gennemgående behagelige klima tjente Pompeji også som et behageligt opholdssted for højtstående personer. Eksempelvis havde Cicero og kejser Claudius villaer i omegnen.
"Bjerget", som Vesuv også blev kaldt på den tid, blev dog ikke opfattet som en vulkan. Tværtimod bosatte folk sig langs og på selve Vesuvs sider. Befolkningen havde fået et forvarsel før det skæbnesvangre udbrud i år 79. Den 5. februar i år 62 kom det til et voldsomt jordskælv, hvor mange af byens offentlige bygninger, samt en del private, led stor skade. Seneca nævner i sine Quæstiones Naturales ødelæggelserne i forladte bosætninger, at nogle mistede forstanden efter oplevelsen, og at en flok på 600 får omkom af svovlgasserne. Tacitus nøjes med at oplyse i Annales, at "et stort jordskælv ødelagde for en stor del den folkerige by Pompeji i Campania". 
Folk begyndte dog restaureringen i god tro og med henblik på en lovende fremtid, hvor Pompeji skulle vokse sig større og rigere.

## Vulkanudbruddet i 79 e.Kr.
Dagen for vulkanudbrudet i året 79 e.Kr. begyndte som en dag som alle andre i Pompeji. Dagen før havde man afholdt den årlige fest for ildguden Vulcanus, som man mente havde sin smedje i bjerget Vesuv.[kilde mangler]
Traditionelt er den 24. august den angivne dag for udbruddet, baseret på en version af et brev forfattet af Plinius den Yngre; men nylig forskning støtter sig til en anden version af brevet, som rapporterer en anden dag – i slutningen af oktober/begyndelsen af november.
Ved middagstid begyndte det vel nok mest kendte vulkanudbrud i verdenshistorien. Forfatteren Plinius den Yngre, der fra sin hjemby Misenum længere mod vest var øjenvidne, beskrev i sine breve til Tacitus naturkatastrofen indgående. Brølende svovl- og askemasser udspyet fra Vesuvs indre samlede sig som en uhyre sky, der skød mindst 20 kilometer i vejret fra bjergets top.
Vesuv udspyede mindst 10 milliarder kubikmeter pimpsten, aske og lava. Heftige jordskælv rystede byen og fik mange bygninger til at styrte sammen. Den romerske garnisons øverstbefalende, admiral Plinius den Ældre, søgte at komme indbyggerne til hjælp. Ironisk nok skulle han – en af områdets mest lærde og naturvidenskabeligt velfunderede mænd – selv blive kvalt af giftige gasser på stranden ved det nærliggende Stabiæ.
Da udbruddet var ovre, var Pompeji aldeles forandret. Byen var begravet under et 4-5 meter tykt lag pimpsten og aske. En del af de indbyggere der ikke nåede at flygte, blev bevaret for eftertiden på en særegen måde. Blandingen af pimpsten, aske og vand dannede en cementkapsel om dem, så de blev foreviget i dødsøjeblikket. Der er fundet omkring 2.000 døde i Pompeji efter vulkanudbruddet, hvad der regnes som en tiendedel af befolkningen.
Byerne Pompeji, Stabiæ og Herculaneum var de største, kendte byer, der blev begravet ved Vesuvs udbrud 24. august år 79. Herculaneum blev ikke ramt af lava og derfor ikke ødelagt, selv om byen blev begravet i aske fra udbruddet.

## Udgravning
De første spor af antikkens Pompeji blev opdaget allerede i 1594, med en opfølgning i 1689, men udgravninger kom først i gang i 1748, da man koncentrerede sig om området ved teatret. Fra 1763 blev Isis-templet og amfiteatret beregnet til 5.000 tilskuere frilagt. Isis-templet var restaureret efter jordskælvet i år 62 og derfor i særdels god stand. I 1812-13 afdækkede man Pompejis forum, og fra 1820 udgravede man byens bade. I 1860 overtog Giuseppe Fiorelli ansvaret for udgravningerne og sørgede for, at byen blev organiseret i regioner, kvartaler og et vejnet med husnumre og navne. Dernæst begyndte han at tage gipsafstøbninger af dem, der sandsynligvis omkom, da den pyroklastiske sky ramte Pompeji på udbruddets anden dag. Der blev også lavet afstøbninger af møbler og planter, der forkulledes, da skyen traf dem. Murene blev først frilagt i 1933-34. 
I de genopdagede interiører mærker man sig særlig den særlige, skarpe rosso pompeiano, Pompejis røde farve. Det diskuteres, om farven oprindelig så sådan ud, eller om den blev så skarp som følge af de voldsomme temperaturer under vulkanudbruddet. Nogle malerier er blevet kraftigt restaureret, men det er de ikke i Oplontis, hvor den røde farve er lige så varm og strålende som i Mysterie-villaen. 
Udgravningsområderne er optaget på Unescos liste over Verdenskulturarv.